# Cmentarz żydowski w Beresteczku
Cmentarz żydowski w Beresteczku – został założony w XIX wieku. Zlikwidowany w latach 40. XX wieku.
Położony jest w północnej części miasteczka, 200 m poza granicą zabudowy, niedaleko przebiegu drogi T-03-02/T-18-06 (na Horochów), przy obecnej ul. Łesi Ukrajinky. 
Do naszych czasów nie zachował się żaden pomnik nagrobny, ogrodzenie czy brama. Teren użytkowany jest rolniczo. Nie jest znana lokalizacja nagrobków. 